# Sceptridium lunarioides
Sceptridium lunarioides là một loài dương xỉ trong họ Ophioglossaceae. Loài này được Michx. Holub mô tả khoa học đầu tiên năm 1998.